# 芬斯特瓦尔德
芬斯特瓦尔德（德語：Finsterwalde）是德国勃兰登堡州的市镇，隶属于易北-埃尔斯特县，总面积为77.21平方千米，截至2020年总人口为16220人。